# Anteuil
Anteuil és un municipi francès situat al departament del Doubs i a la regió de Borgonya - Franc Comtat. L'any 2007 tenia 540 habitants.

## Demografia

### Població
El 2007 la població de fet d'Anteuil era de 540 persones. Hi havia 202 famílies de les quals 43 eren unipersonals (7 homes vivint sols i 36 dones vivint soles), 76 parelles sense fills, 76 parelles amb fills i 7 famílies monoparentals amb fills.
La població ha evolucionat segons el següent gràfic:
Habitants censats

### Habitatges
El 2007 hi havia 235 habitatges, 208 eren l'habitatge principal de la família, 6 eren segones residències i 21 estaven desocupats. 219 eren cases i 14 eren apartaments. Dels 208 habitatges principals, 176 estaven ocupats pels seus propietaris, 27 estaven llogats i ocupats pels llogaters i 5 estaven cedits a títol gratuït; 11 tenien dues cambres, 25 en tenien tres, 34 en tenien quatre i 137 en tenien cinc o més. 177 habitatges disposaven pel capbaix d'una plaça de pàrquing. A 87 habitatges hi havia un automòbil i a 103 n'hi havia dos o més.

### Piràmide de població
La piràmide de població per edats i sexe el 2009 era:
| Homes | Edats   | Dones |
| ----- | ------- | ----- |
| 0     | 95 o +  | 0     |
| 0     | 90 a 94 | 4     |
| 0     | 85 a 89 | 4     |
| 0     | 80 a 84 | 8     |
| 8     | 75 a 79 | 8     |
| 4     | 70 a 74 | 12    |
| 20    | 65 a 69 | 16    |
| 16    | 60 a 64 | 16    |
| 8     | 55 a 59 | 8     |
| 20    | 50 a 54 | 20    |
| 32    | 45 a 49 | 16    |
| 32    | 40 a 44 | 20    |
| 12    | 35 a 39 | 16    |
| 12    | 30 a 34 | 8     |
| 16    | 25 a 29 | 16    |
| 12    | 20 a 24 | 12    |
| 28    | 15 a 19 | 24    |
| 20    | 10 a 14 | 16    |
| 16    | 5 a 9   | 4     |
| 12    | 0 a 4   | 12    |

## Economia
El 2007 la població en edat de treballar era de 332 persones, 245 eren actives i 87 eren inactives. De les 245 persones actives 232 estaven ocupades (131 homes i 101 dones) i 12 estaven aturades (5 homes i 7 dones). De les 87 persones inactives 37 estaven jubilades, 23 estaven estudiant i 27 estaven classificades com a «altres inactius».

### Ingressos
El 2009 a Anteuil hi havia 231 unitats fiscals que integraven 616 persones, la mediana anual d'ingressos fiscals per persona era de 16.856,5 €.

### Activitats econòmiques
Dels 20 establiments que hi havia el 2007, 1 era d'una empresa de fabricació d'altres productes industrials, 6 d'empreses de construcció, 1 d'una empresa de comerç i reparació d'automòbils, 2 d'empreses d'hostatgeria i restauració, 2 d'empreses financeres, 1 d'una empresa immobiliària, 4 d'empreses de serveis, 1 d'una entitat de l'administració pública i 2 d'empreses classificades com a «altres activitats de serveis».
Dels 7 establiments de servei als particulars que hi havia el 2009, 1 era un paleta, 1 guixaire pintor, 1 lampisteria, 2 electricistes, 1 perruqueria i 1 restaurant.
L'únic establiment comercial que hi havia el 2009 era una adrogueria.
L'any 2000 a Anteuil hi havia 18 explotacions agrícoles que ocupaven un total de 1.078 hectàrees.

## Equipaments sanitaris i escolars
El 2009 hi havia una escola elemental.

## Poblacions més properes
El següent diagrama mostra les poblacions més properes.